# Ruée sur l'Oklahoma
Ruée sur l'Oklahoma est la vingt-septième histoire de la série Lucky Luke par Morris (dessin) et Goscinny (scénario). Elle est publiée pour la première fois du no 1046 au no 1070 du journal Spirou. Puis est publiée en album en 1960.

## Résumé
Vers 1830, le gouvernement américain avait donné l'Oklahoma aux Indiens où ils s'ennuyaient ferme. Plusieurs années plus tard, il le leur rachète pour quelque verroterie afin d'y favoriser la colonisation. Il est décidé que, le 22 avril 1889, le territoire sera ouvert à la colonisation et, pour être sûr qu'il n'y aura personne d'installé avant la ruée, Lucky Luke est chargé de surveiller l'opération. Celui-ci commence par vider le territoire des habitants qui s'y étaient aventurés sans autorisation légale puis il va surveiller les candidats à la ruée à la frontière. Certains, dont Beastly Blubber, n'hésitent pas à tenter le coup pour franchir la frontière mais ils sont détectés facilement par Lucky Luke. Coyote Will, qui s'est affublé d'un complice simple d'esprit nommé Dopey, tente également de passer la frontière, mais il est vite rattrapé par Luke.
La veille de la ruée, tout le monde semble prêt. Certains ont dopé leur cheval pour partir plus vite, d'autres ont saboté le chariot d'un éventuel concurrent.
Le lendemain à midi, le signal est donné et c'est la ruée. Les colons entrent en Oklahoma et s'approprient les terrains de façon plutôt anarchique. Une ville est créée, Boomville, où les maisons se construisent à toute vitesse. La spéculation va bon train et certains font des affaires en or. C'est dans ce contexte qu'arrivent Coyote Will, Beastly Blubber et Dopey. Après s'être appropriés le saloon, ils vendent de l'alcool malgré l'interdiction et forment une salle de jeux clandestine. Lucky Luke les arrête sur le champ.
Puis des élections pour la mairie sont organisées et les trois quarts de la population se présentent candidats. Les trois bandits sont libérés pour aller voter et Dopey décide de faire également campagne. À la surprise de tous et d'abord de ses complices, il est élu maire. Et, à la grande satisfaction de tous et grâce à l'aide de Lucky Luke, il fait un bon maire. Mais la misère s'installe à cause de la sécheresse. Coyote Will organise une manifestation contre le maire mais une tempête de sable gâche tout. Les gens quittent l'Oklahoma ; c'est la fin de Boomville. Dopey chasse ses deux anciens complices en déclarant mener désormais une vie honnête. Finalement, l'Oklahoma est rendu aux Indiens contre la même verroterie qu'ils avaient acceptée au début.

## Personnages
- Lucky Luke : c'est lui qui organise et surveille la ruée sur l'Oklahoma.
- Coyote Will : il tente de pénétrer illégalement en Oklahoma. Par la suite, il tente différentes affaires malhonnêtes à Boomville avec l'aide de Beastly Blubber et de Dopey.
- Beastly Blubber : il tente de pénétrer illégalement en Oklahoma. Par la suite, il devient le complice de Coyote Will et s'associe à toutes ses affaires malhonnêtes.
- Dopey : complice de Coyote Will. Simple d'esprit, il croit tout ce que lui dit son chef. Il devient par la suite maire de Boomville grâce à certains concours de circonstances et devient finalement honnête. Morris a caricaturé Michel Simon.
- Happy Joyful : il parcourt l'Oklahoma en chariot en vendant des denrées et du whisky alors que le territoire est encore interdit.
- Speed Jones : il veut être le premier à pénétrer en Oklahoma mais, le jour de la ruée, il s'endort sur son cheval.
- John Smith : participe à la ruée sur l'Oklahoma.
- Flash Bingo : triche aux cartes afin de s'approprier des chariots et des chevaux pour pouvoir entrer en Oklahoma. Lucky Luke lui donne une leçon qu'il n'oubliera pas de sitôt.
- Pepe : mexicain, il participe à la ruée sur l'Oklahoma.
- Martin : habitant de Boomville, adversaire de Jones.
- Jones : habitant de Boomville, adversaire de Martin.
- Old Timer : participe à la ruée sur l'Oklahoma, habitant de Boomville, puis se présente comme candidat à la mairie.
- Kid Bullet : habitant de Boomville.
- Revolthing Williams : habitant de Boomville.
- Digger Thompson : habitant de Boomville.
- Pistol Pete : habitant de Boomville.
- Foxy Sparrow : propriétaire du premier hôtel de Boomville.
- Fats Williams : candidat malheureux à la mairie de Boomville.
- Tom Thumb : candidat malheureux à la mairie de Boomville.
- Smitty : sa femme l'empêche de se porter candidat à la mairie de Boomville.

## Publication

### Revues
L'histoire est parue dans le journal Spirou, du no 1046 (1er mai 1958) au no 1070 (16 octobre 1958).

### Album
Éditions Dupuis, n° 14, 1960

## Adaptation
Cet album a été adapté dans la série animée Lucky Luke, diffusée pour la première fois en 1984.